# James Hadley Chase
James Hadley Chase (24 de desembre de 1906, Londres – 6 de febrer de 1985, Corseaux-sur-Vevey, Cantó de Vaud, Suissa), va ser un escriptor anglès. Tot i que el seu nom de naixement era René Lodge Brabazon Raymond, va ser conegut pels seus diversos pseudònims, a mes de James Hadley Chase, James L. Docherty, Raymond Marshall, R. Raymond i Ambrose Grant . Era fill del coronel Francis Raymond de l'exèrcit indi colonial, i cirurgià veterinari. El seu pare pretenia que el seu fill tingués una carrera científica i el va fer educar a King's School, Rochester, Kent. Chase va marxar de casa als 18 anys. El 1932, es va casar amb Sylvia Ray i van tenir un fill. El 1956 es van traslladar a França. El 1969, es van traslladar a Suïssa, fent una vida aïllada a Corseaux-sur-Vevey, prop del llac Léman.
És considerat com un dels escriptors de thriller més coneguts de tots els temps. El cànon de Chase, que consta de 90 títols, li va valer la reputació de rei dels escriptors de thriller a Europa. També va ser un dels autors més venuts en l'àmbit internacional, i 50 dels seus llibres s'han adaptat en pel·lícules.

## Carrera

### Servei militar
Durant la Segona Guerra Mundial va servir a la Royal Air Force (RAF), aconsseguint el rang de Cap d'Esquadró. Allí editaria el diari de la RAF amb David Langdon, i també va publicar diverses històries de la guerra al llibre Slipstream: A Royal Air Force Anthology.

### Literatura
Després que Chase marxés de casa als 18 anys, va treballar en el comerç de llibres i literatura. Venia enciclopèdies infantils, alhora que treballava en una llibreria. També va exercir com a executiu d'un majorista de llibres, abans de dedicar-se a la literatura que li va permetre escriure més de 90 llibres de misteri. Era una persona polifacètica amb diferents interessos que abraçaven tant la fotografia professional, com la lectura i escoltar música clàssica i òpera. També era afeccionat a col·leccionar models meccano molt complicats i sofisticats.
La Llei Seca, i la consegüent Gran Depressió als USA (1929–39), havien donat lloc a la cultura gàngster de Chicago abans de la Segona Guerra Mundial. Aquest fet, combinat amb l'experiència de comerç de llibres de Chase, el va convèncer que hi havia una gran demanda d'històries de gàngsters. Després de llegir la novel·la de James M. Cain El carter sempre truca dues vegades (1934), i d'haver llegit sobre la gàngster nord-americana Ma Barker i els seus fills; i amb l'ajuda de mapes i un diccionari d'argot, va escriure No Orchids for Miss Blandish en el seu temps lliure, durant un període de sis caps de setmana. Aquesta obra va assolir certa notorietat, i es va convertir en un dels llibres més venuts de la dècada. George Orwell el tractaria a l'assaig de 1944 " Raffles and Miss Blandish " Chase i Robert Nesbitt la van adaptar a una obra teatral homònima que es va presentar al West End de Londres amb bones crítiques. L'adaptació cinematogràfica de 1948 va ser àmpliament denunciada com a luxuriosa a causa de la representació de la violència i la sexualitat a la pel·lícula. Robert Aldrich va fer un remake, The Grissom Gang, el 1971.
Durant la II Guerra Mundial, Raymond va editar la revista oficial de la RAF, i d'aquell període ve el conte de Chase "The Mirror in Room 22", en el qual es va provar fora del gènere del crim. Està ambientat en una antiga casa, ocupada per oficials d'un esquadró. El propietari de la casa s'havia suïcidat a la seva habitació, i els dos darrers ocupants de l'habitació havien estat trobats amb una navalla a les mans i amb els colls tallats. El comandant de l'aire deia que quan va començar a afaitar-se davant del mirall, hi va trobar una altra cara. Tot seguit, l'aparició li va passar la navalla per la gola. El comandant deia: "Faig servir una navalla per seguretat, en cas contrari, podria haver tingut un accident greu, sobretot si hagués estat utilitzant un tallant a l'antiga". La història es va publicar amb el nom real de l'autor, Rene Raymond, a l'antologia d'escrits de la RAF Slipstream el 1946.
Durant la guerra, Chase va fer amistat amb Merrill Panitt (posteriorment editor de TV Guide), que li va proporcionar un diccionari d'argot nord-americà, mapes detallats i llibres de referència de l'inframon dels Estats Units. Això va donar a Chase el rerafons dels seus primers llibres amb escenaris nord-americans, alguns dels quals es basaven en fets reals. Chase no va viure mai als Estats Units, tot i que hi va fer dues breus visites, una a Miami i l'altra de camí a Mèxic
Chase va estar sotmès a diversos casos judicials durant la seva carrera. El 1942, les autoritats britàniques van prohibir la seva novel·la Miss Callaghan Comes to Grief (1941), un relat espantós sobre el tràfic d'esclaus blancs, després que l'autor i els editors Jarrold fossin declarats culpables d'haver promogut la publicació d'un llibre obscè. Cadascú va ser multat amb 100 lliures. En aquest cas, Chase va comptar amb el suport de figures literàries com HE Bates i John Betjeman. Més tard, l'autor de crims angloamericà Raymond Chandler va afirmar amb èxit que Chase havia plagiat una secció del seu treball a Blonde's Requiem (publicat el 1945), obligant a Chase a demanar disculpes a The Bookseller.
Al final de la Segona Guerra Mundial, s'havien publicat onze títols de Chase, el qual va decidir adoptar un enfocament d'escriptura diferent. Tots els seus llibres fins ara havien estat força similars entre si, i volia allunyar-se de l'escena dels gàngsters nord-americans cap al submón londinenc, el qual havia sorgit després del final de les hostilitats el 1945. Utilitzant el pseudònim d'Ambrose Grant va escriure More Deadly Than the Male, que va ser publicat el 1947 per Eyre & Spottiswoode, l'editor de Graham Greene en aquell moment. Greene va rebre força elogis per part de la crítica, tot i que ningú tenia idea que Chase n'era l'autor. Contràriament als rumors, els dos autors no es coneixien, si bé més edavant van cultivar una forta amistat la resta de les seves vides, tal com revela l'arxiu de Chase. A principis de la dècada de 1960, Greene i Chase es van veure atrapats en un escàndol d'inversions que implicava Tom Roe,el qual havia gestionat a l'exili fiscal de Greene a partir de 1966.
En un dels capítols de The Wary Transgressor (1952), Chase va fer un retrat d'un general britànic fanàtic que va ser copiat per Hans Hellmut Kirst a la seva novel·la The night of the generals, la qual més tard es convertiria en una pel·lícula protagonitzada per Peter O'Toole amb el mateix títol. Chase, que no tenia res a veure amb la realització de la pel·lícula, va amenaçar amb una demanda, i Kirst va reconèixer posteriorment la idea original de Chase al seu llibre, de la mateixa manera que Columbia Pictures va incloure als crèdits que la trama de la pel·lícula derivava d'una idea original de Chase.
Una altra adaptació cinematogràfica de Joseph Losey del 1962, Eva es va considerar massa llarga (155 minuts), i els productors, els germans Hakim, van insistir que no només es retirés del Festival de Cinema de Venècia, sinó que fos severament tallat. Quan la pel·lícula finalment es va estrenar a París amb 116 minuts, es va descriure com el desastre més traumàtic de la carrera de Losey. El llibre original era un estudi psicològic d'una prostituta. Chase, amb la benedicció de la seva dona, va triar una "dama de la nit" i li va oferir 5 lliures i un bon dinar si li deixava agafar el cervell. Ambientada a Amèrica, la versió cinematogràfica es va traslladar a Venècia i va estar protagonitzada per Stanley Baker, com un escriptor gal·lès obsessionat amb una dona fatal de cor fred, Eve, a la qual donava vida Jeanne Moreau.
El millor mercat de Chase va ser França (més de 30 llibres es van convertir en pel·lícules) on tots els seus noranta títols van ser publicats per Éditions Gallimard a la seva Série noire. També va ser molt popular en altres mercats europeus, així com a Àfrica i Àsia. Després de la perestroïka, Centrepolygraph a Rússia el va contractar per publicar tots els seus títols. Tanmateix, els seus llibres no es van consolidar al mercat americà.

#### Estil i temes
Al llarg dels anys, Chase va desenvolupar un estil distintiu i característic en la seva escriptura trepidant, amb poques explicacions o detalls sobre l'entorn, amb personatges poc fiables. A les seves novel·les les figures que hi estaven representades eren més coherents i consistents, actuant i reaccionant amb una lògica inquebrantable. Frases contundents, breus ràfegues de diàleg en un argot autèntic i amb molta acció eren les característiques de la seva escriptura.
Totes les seves novel·les tenien un ritme tan ràpid en el qual el lector es veu obligat a passar les pàgines en un esforç sense parar per arribar al final del llibre. La pàgina final sovint produïa un gir argumental totalment inesperat que invariablement deixaria sorpresos fins i tot als seus fans més acèrrims. Els seus primers llibres contenien una certa violència que coincidia amb l'època en què es van escriure, tot i que es va reduir considerablement a mesura que les trames es centraven més en situacions circumstancials, per crear l'alt grau de tensió que era el segell distintiu de la seva escriptura. El sexe mai va ser explícit i, tot i que sovint s'insinuava, poques vegades s'acavaba perpetrant.
En diverses històries de Chase, el protagonista intenta fer-se ric cometent un delicte: un frau d'assegurança o un robatori. Però l'esquema invariablement fracassa i condueix a un assassinat i finalment a un atzucac, en què l'heroi s'adona que mai va tenir l'oportunitat d'evitar dels problemes que li passen. Les dones sovint són belles, intel·ligents i traïdores; maten sense dubtar si han de cobrir un crim. En moltes de les seves novel·les el protagonista s'enamora d'una i està disposat a matar a algú a instàncies seves. Només quan ha matat, s'adona que la dona l'estava manipulant per assolir els seus objectius. Les seves trames se centren normalment al voltant de famílies disfuncionals, i el desenllaç final es fa ressò del títol.

## Obra publicada

### James Hadley Chase
| Any d'edició | Títol                                                                                | Adaptacions al cinema                                                                                     |
| ------------ | ------------------------------------------------------------------------------------ | --- |
| 1939         | No Orchids for Miss Blandish, també The Villain and the Virgin                       | No Orchids for Miss Blandish (1948),The Grissom Gang (1971)                                               |
| 1940         | The Dead Stay Dumb                                                                   | |
| 1941         | Twelve Chinks and a Womanalso Twelve Chinamen and a Woman, també The Doll's Bad News | |
| 1941         | Miss Callaghan Comes to Grief                                                        | Méfiez-vous fillettes (1957)                                                                              |
| 1942         | Get a Load of This (col·lecció d'històries curtes)                                   | |
| 1944         | Miss Shumway Waves a Wand                                                            | Une blonde comme ça (1962),Encanteri a la ruta maia (1995)                                                |
| 1945         | Eve                                                                                  | Eva (1962); Eva (2018)                                                                                    |
| 1946         | I'll Get You for This                                                                | I'll Get You for This (1951)                                                                              |
| 1947         | Last Page (play)                                                                     | The Last Page (1952)                                                                                      |
| 1948         | The Flesh of the Orchid (novel)                                                      | La tija de l'orqúidia (1975)                                                                              |
| 1949         | You Never Know with Women                                                            | |
| 1949         | You're Lonely When You're Dead                                                       | |
| 1950         | Figure It Out for Yourself, també The Marijuana Mob Jack Kerman                      | |
| 1950         | Lay Her Among the Lilies                                                             | Die Katze im Sack (1965)                                                                                  |
| 1951         | Strictly for Cash                                                                    | |
| 1952         | The Fast Buck, també The Soft Touch                                                  | |
| 1952         | Double Shuffle                                                                       | |
| 1953         | I'll Bury My Dead                                                                    | |
| 1953         | This Way for a Shroud                                                                | |
| 1954         | Tiger By the Tail                                                                    | The Man in the Raincoat (1957), Kashmakash (1973) Akalmand (1984) 88 Antop Hill (1984)                    |
| 1954         | Safer Dead, també Dead Ringer                                                        | |
| 1955         | You've Got It Coming                                                                 | Он своё получит (On svoyo poluchit) (Russian, 1992)                                                       |
| 1956         | There's Always a Price Tag                                                           | Retour de manivelle (1957), Maharathi (2008)                                                              |
| 1957         | The Guilty Are Afraid                                                                | |
| 1958         | Not Safe to Be Freealso The Case of the Strangled Starlet                            | Le Démoniaque (1968)                                                                                      |
| 1959         | Shock Treatment                                                                      | Ek Nari Do Roop (1973), Joshila (1973)                                                                    |
| 1959         | The World in My Pocket                                                               | World in My Pocket (1961), Мираж (Mirazh) (1983)                                                          |
| 1960         | What's Better Than Money                                                             | |
| 1960         | Come Easy – Go Easy                                                                  | Chair de poule (1963)                                                                                     |
| 1961         | A Lotus for Miss Quon                                                                | Lotus Flowers for Miss Quon (1967)                                                                        |
| 1961         | Just Another Sucker                                                                  | Dans la gueule du loup (1961), Bullet (1976); Palmetto (1998)                                             |
| 1962         | I Would Rather Stay Poor                                                             | The Catamount Killing (1974)                                                                              |
| 1962         | A Coffin from Hong Kong                                                              | Coffin from Hong Kong (1964)                                                                              |
| 1963         | One Bright Summer Morning                                                            | Crime on a Summer Morning (1965),36 Ghante (1974)                                                         |
| 1963         | Tell It to the Birds                                                                 | |
| 1964         | The Soft Centre                                                                      | |
| 1965         | This Is for Real                                                                     | |
| 1965         | The Way the Cookie Crumbles                                                          | Trop petit mon ami (1970)                                                                                 |
| 1966         | You Have Yourself a Deal                                                             | The Blonde from Peking (1968)                                                                             |
| 1966         | Cade                                                                                 | |
| 1967         | Have This One on Me                                                                  | |
| 1967         | Well Now – My Pretty                                                                 | Казино (Casino) (Russian, 1992)                                                                           |
| 1968         | An Ear to the Ground                                                                 | |
| 1968         | Believed Violent                                                                     | Présumé dangereux (1990)                                                                                  |
| 1969         | The Whiff of Money                                                                   | |
| 1969         | The Vulture Is a Patient Bird                                                        | Shalimar (1978)                                                                                           |
| 1970         | Like a Hole in the Head                                                              | Снайпер (Snayper) (Russian, 1991)                                                                         |
| 1970         | There's a Hippie on the Highway                                                      | Бухта смерти (Bukhta smerti) (rus, 1991), Victoria No. 203 (Hindi) (1972) Victoria No. 203 (Hindi) (2007) |
| 1971         | Want to Stay Alive?                                                                  | Le Denier du colt (1990)                                                                                  |
| 1971         | An Ace Up My Sleeve                                                                  | Crime and Passion (1976)                                                                                  |
| 1972         | Just a Matter of Time                                                                | Pas folle la guêpe (fr) (1972)                                                                            |
| 1972         | You're Dead Without Money                                                            | |
| 1973         | Have a Change of Scene                                                               | |
| 1973         | Knock, Knock! Who's There?                                                           | |
| 1974         | So What Happens To Me?                                                               | |
| 1974         | Goldfish Have No Hiding Place                                                        | |
| 1975         | Believe This – You'll Believe Anything                                               | |
| 1975         | The Joker in the Pack                                                                | |
| 1976         | Do Me a Favour, Drop Dead                                                            | |
| 1977         | My Laugh Comes Last                                                                  | The Set-Up (1995)                                                                                         |
| 1977         | I Hold the Four Aces                                                                 | |
| 1978         | Consider Yourself Dead                                                               | |
| 1979         | You Must Be Kidding                                                                  | |
| 1979         | A Can of Worms                                                                       | |
| 1980         | You Can Say That Again                                                               | |
| 1980         | Try This One for Size                                                                | Try This One for Size (1989)                                                                              |
| 1981         | Hand Me a Fig Leaf                                                                   | |
| 1982         | Have a Nice Night                                                                    | Passez une bonne nuit (1990)                                                                              |
| 1982         | We'll Share a Double Funeral                                                         | |
| 1983         | Not My Thing                                                                         | |
| 1984         | Hit Them Where It Hurts                                                              | |

### Raymond Marshall
| Any edició | Títol                      | Adaptacions al cinema                                |
| ---------- | -------------------------- | ---------------------------------------------------- |
| 1940       | Lady, Here's Your Wreath   | Mem Saab (1971)                                      |
| 1944       | Just The Way It Is         |                                                      |
| 1945       | Blonde's Requiem           |                                                      |
| 1947       | Make The Corpse Walk       |                                                      |
| 1947       | No Business of Mine        |                                                      |
| 1948       | Trusted Like the Fox       |                                                      |
| 1949       | The Paw in the Bottle      |                                                      |
| 1950       | Mallory                    |                                                      |
| 1951       | But a Short Time to Live   | A Little Virtuous (1968)                             |
| 1951       | Why Pick on Me?            |                                                      |
| 1951       | In A Vain Shadow           |                                                      |
| 1952       | The Wary Transgressor      |                                                      |
| 1953       | The Things Men Do          | Ça n'arrive qu'aux vivants (1959)                    |
| 1954       | The Sucker Punch           | A Kiss for a Killer (1957); Aar Ya Paar (hindi 1997) |
| 1954       | Mission To Venice          | Mission to Venice (1964)                             |
| 1955       | Mission To Siena           | Waiting Room to the Beyond (1964)                    |
| 1956       | You Find Him, I'll Fix Him | Les Canailles (1960)                                 |
| 1958       | Hit And Run                | Délit de fuite (1959) va Equipar (1985)              |

### Altres
- He wont Need It Now (com James L. Docherty, 1941)
- Slipstream: A Royal Air Force Anthology (com R. Raymond, 1946)
- More Deadly Than the Male (com Ambrose Grant, 1947)